# Ghatixalus
Genre
Ghatixalus est un genre d'amphibiens de la famille des Rhacophoridae.

## Répartition
Les trois espèces de ce genre sont endémiques du Sud de l'Inde.

## Liste des espèces
Selon Amphibian Species of the World (6 décembre 2015) :
- Ghatixalus asterops Biju, Roelants, & Bossuyt, 2008
- Ghatixalus magnus Abraham, Mathew, Cyriac, Zachariah, Raju & Zachariah, 2015
- Ghatixalus variabilis (Jerdon, 1853)

## Étymologie
Le nom de ce genre est composé à partir de Ghat[s], en référence aux Ghâts occidentaux, et de ixalus, en référence au genre Ixalus, créé par Duméril et Bibron en 1841 et couramment utilisé dans de nombreux noms de genres de grenouilles arboricoles.

## Publication originale
- Biju, Roelants & Bossuyt, 2008 : Phylogenetic position of the montane treefrog Polypedates variabilis Jerdon, 1853 (Anura: Rhacophoridae), and description of a related species. Organisms Diversity & Evolution, vol. 8, no 4, p. 267-276 (texte intégral).